# AEW Grand Slam
AEW Grand Slam é um evento anual de luta profissional produzido pela americana promoção All Elite Wrestling (AEW). O evento foi criado em 2021 e originalmente exibido como um especial de televisão em duas partes, abrangendo as transmissões de Wednesday Night Dynamite e Friday Night Rampage de 2021 a 2023, e depois Dynamite e Saturday Night Collision em 2024. O evento também foi originalmente realizado anualmente no final de setembro. O 2025, no entanto, moverá o Grand Slam para fevereiro, que também será o primeiro Grand Slam a ser transmitido via pay-per-view (PPV), por sua vez reduzindo o evento para uma noite.
O evento inaugural foi o primeiro evento da AEW a acontecer inteiramente dentro de um estádio, que foi o Arthur Ashe Stadium, bem como o primeiro evento da promoção realizado em Nova Iorque. Posteriormente, o Grand Slam continuaria a ser realizado no Arthur Ashe Stadium até 2025. O evento de 2025 será realizado como um evento PPV no Brisbane Entertainment Centre em Brisbane, Queensland, marcando o primeiro evento da AEW em Austrália.

## Eventos
| #                                                      | Evento               | Data                                                              | Cidade                          | Local                         | Evento Principal | Ref.        |
| ------------------------------------------------------ | -------------------- | ----------------------------------------------------------------- | ------------------------------- | ----------------------------- | --- | ----------- |
| 1                                                      | Grand Slam (2021)    | Noite 1: Dynamite 22 de Setembro 2021                             | Flushing, Queens, New York      | Arthur Ashe Stadium           | Dr. Britt Baker, D.M.D. (c) vs. Ruby Soho for the AEW Women's World Championship                                                                                               | [ 1 ]       |
| 1                                                      | Grand Slam (2021)    | Noite 2: Rampage 22 de Setembro 2021 (foi ao ar 24 de setembro)   | Flushing, Queens, New York      | Arthur Ashe Stadium           | Jon Moxley and Eddie Kingston vs. Suzuki-gun (Minoru Suzuki and Lance Archer) in a Lights Out match                                                                            | [ 2 ]       |
| 2                                                      | Grand Slam (2022)    | Noite 1: Dynamite 21 de Setembro 2022                             | Flushing, Queens, New York      | Arthur Ashe Stadium           | Bryan Danielson vs. Jon Moxley for the vacant AEW World Championship | [ 3 ]       |
| 2                                                      | Grand Slam (2022)    | Noite 2: Rampage 21 de Setembro 2022 (foi ao ar 23 de setembro)   | Flushing, Queens, New York      | Arthur Ashe Stadium           | Powerhouse Hobbs vs. Ricky Starks in a Lights Out match | [ 4 ]       |
| 3                                                      | Grand Slam (2023)    | Noite 1: Dynamite 20 de Setembro 2023                             | Flushing, Queens, New York      | Arthur Ashe Stadium           | MJF (c) vs. Samoa Joe for the AEW World Championship | [ 5 ]       |
| 3                                                      | Grand Slam (2023)    | Noite 2: Rampage 20 de Setembro 2023 (foi ao ar 22 de setembro)   | Flushing, Queens, New York      | Arthur Ashe Stadium           | Mogul Embassy (Brian Cage, Bishop Kaun, and Toa Liona) (c) vs. The Elite (Matt Jackson, Nick Jackson, and "Hangman" Adam Page) for the ROH World Six-Man Tag Team Championship | [ 6 ]       |
| 4                                                      | Grand Slam (2024)    | Noite 1: Dynamite 25 de Setembro 2024                             | Flushing, Queens, New York      | Arthur Ashe Stadium           | Jon Moxley vs. Darby Allin for Allin's AEW World Championship opportunity | [ 7 ]       |
| 4                                                      | Grand Slam (2024)    | Noite 2: Collision 25 de Setembro 2024 (foi ao ar 28 de Setembro) | Flushing, Queens, New York      | Arthur Ashe Stadium           | Kazuchika Okada (c) vs. Sammy Guevara in an AEW Continental Championship Eliminator match                                                                                      | [ 7 ]       |
| 5                                                      | Grand Slam Australia | 15 de Fevereiro 2025                                              | Brisbane, Queensland, Australia | Brisbane Entertainment Centre | TBA | [ 8 ] [ 9 ] |
| (c) – refers to the champion(s) heading into the match |                      |                                                                   |                                 |                               | |             |